# Лабина Митевска
Лабина Митевска (на македонска литературна норма: Лабина Митевска) e театрална и филмова актриса от Северна Македония. Родена е на 11 октомври 1975 г. в Скопие днес Северна Македония.

## Биография
Лабина Митевска произхожда от семейство на хора на изкуството – баща и Михайло е художник, майка и Таня е галерист, сестра и Теона Митевска е режисьор, а брат и Вук се занимава със скулптура. Започва театралната си кариера на 19 години, а професионалното си образование получава в Скопие, Дания и Аризонския университет (САЩ). Играе главна роля в номинирания за Оскар през 1994 г. филм на Милчо Манчевски — „Преди дъжда“.
Получава поддържаща роля във филма „Добре дошли в Сараево“, режисиран от Майкъл Уинтърботъм, водеща роля има и в чешкия филм „Самотници“ (на чешки: Samotáři).

## Филмография
- „Прокурорът, защитникът, бащата и неговият син“ (2015), като майката на Деян
- „Стъпки в пясъка“ (2010), като Йоана
- „Офсайд“ (на словенски: Ofsajd} (2009), като Милена
- „Аз съм от Титов Велес“ (Јас сум од Титов Велес) (2007), като Афродита
- „С главата надолу“ (Превртено) (2007), като Жената в бяло
- „Л... като любов“ (на словенски: L... kot ljubezen) (2007), като Мая
- „Разследване“ (2006), като Семейна приятелка
- „Дете на войната“ (на английски: Warchild) (2006), като Сенада
- „Тайната книга“ (2006), като Лидия
- „Контакт“ (2005/I), като Жана
- „Нема проблема“ (2004), като Саня K.
- „Буболечки“ (Бубачки) (2004)
- „Като убих светец“ (Како убив светец) (2004), като Виола
- Weg! (2002), като Ива
- „Вета“ (2001) (къс филм, пръв под режисурата на сестра и Теона)
- „Самотници“ (на чешки: Samotáři) (2000), като Весна
- Der braune Faden (2000), като Кяна
- „Искам те“ (на английски: I Want You) (1998/I), като Смоуки
- „Добре дошли в Сараево“ (на английски: Welcome to Sarajevo) (1997), като Соня
- „Преди дъжда“ (Пред дождот) (1994), като Замира